# Savage Модель 64
Savage Модель 64 — серія самозарядних гвинтівок під набій .22 LR, які розробила компанія Savage Arms в Канаді. Ударно-спусковий механізм являє собою простий вільний затвор. Гвинтівка призначена для початківців, мисливців на дрібну дичину та мисливців з обмеженим бюджетом. Це одна з найпопулярніших гвинтівок для полювання та стрільби по мішенях у Сполучених Штатах через її точність, використання популярних та недорогих боєприпасів .22 калібру та низької ціни.
Спочатку гвинтівка мала позначення Cooey Модель 64 і була представлена на ринку в 1964 році. Вогнепальна зброя була розроблена Ґ'юбертом Куі на основі конструкції Моделі 39. 
Фабрика Куі закрилася в 1979 році, а більшість робітників та механізмів перемістилися до Lakefield Arms Company. Savage Arms придбали Lakefield Arms в 1995 році та продовжила виробництво під марками Savage та Stevens.
Гвинтівка є незвичайною серед самозарядних .22 калібру, а також традиційних самозарядних гвинтівок, оскільки вона має версію для шульг з лівобічним розташуванням запобіжника, руків'я затвора та отвором для викиду гільз.
"Серію 64" також продавали як "62", "954" з однією або кількома літерами, а також як Sears Roebuck & Co. Модель 6C. Хоча так ніколи не кажуть, але Модель 64 майже завжди має одну літеру серії. "64" без літер вказує лише на рік початку виробництва. Перша версія мала пластиковий магазин. За нею йшла версія 64B.
Модель 64 Savage стандартно має вільний плаваючий ствол. Багато стрільців вважають її точнішою ніж інші дорожчі гвинтівки.
У 2019 році Savage розробила варіант Моделі 64, яку було просто розібрати та зібрати. Цей варіант отримав назву Модель 64 Takedown. Модель 64 Takedown має лише матово-чорну обробку з синтетичним прикладом. Гвинтівка має кріплення прицілу. Модель 64 Takedown виробляють на заводі Savage в Канаді.